# Landesregierung Purtscher III
Die Landesregierung Purtscher III war die 12. Vorarlberger Landesregierung, die von 1994 bis 1997 im Amt war. Sie ging aus der Landtagswahl in Vorarlberg 1994 hervor, bei welcher die Österreichische Volkspartei mit ihrem Spitzenkandidaten Martin Purtscher zwar knapp die absolute Stimmenmehrheit verfehlte, die absolute Mandatsmehrheit im Vorarlberger Landtag jedoch halten konnte. Die Regierung wurde in der konstituierenden Sitzung des 26. Vorarlberger Landtags am 4. Oktober 1994 von den Abgeordneten desselben gewählt und anschließend vereidigt.
Die Regierung bestand unter Führung von Landeshauptmann Martin Purtscher aus sechs ÖVP-Mitgliedern und einem Mitglied der FPÖ. Während der Amtsperiode wurde Landesrätin Elisabeth Gehrer 1995 zur Bundesministerin für Bildung, Wissenschaft und Kultur bestellt und in der Landesregierung von Eva Maria Waibel ersetzt.

## Regierungsmitglieder
| Amt                                                     | Name                                           | Partei | Ressorts |
| ------------------------------------------------------- | ---------------------------------------------- | ------ | --- |
| Landeshauptmann                                         | Martin Purtscher                               | ÖVP    | Regierungsdienste, Europaangelegenheiten und Außenbeziehungen, Personal, Informatik, Allgemeine Wirtschaftsangelegenheiten, Wirtschaftsrecht                                             |
| Landesstatthalter                                       | Herbert Sausgruber                             | ÖVP    | Gesetzgebung, Feuerpolizei, Hilfs- und Rettungswesen, Katastrophenbekämpfung, Finanzangelegenheiten, Vermögensverwaltung, Gebarungskontrolle, Wohnbauförderung                           |
| Landesrätin                                             | Eva Maria Waibel ab 17. Mai 1995               | ÖVP    | Angelegenheiten der Entwicklungshilfe, Schule, Wissenschaft und Weiterbildung, Jugendförderung, Familienförderung, Frauenfragen                                                          |
| Landesrat                                               | Hans-Peter Bischof                             | ÖVP    | Kultur, Finanzielle und wirtschaftliche Verwaltung der Landesanstalten, Soziales, Jugend, Familie, Frauen und Senioren, Gesundheitsrecht und Sozialversicherung, Sanitätsangelegenheiten |
| Landesrat                                               | Erich Schwärzler                               | ÖVP    | Innere Angelegenheiten, Umweltschutz, Landwirtschaft, Veterinärangelegenheiten, Forstwesen, Energiesparangelegenheiten                                                                   |
| Landesrat                                               | Hubert Gorbach                                 | FPÖ    | Maschinenwesen, Elektrotechnik, Seilbahn- und Aufzugstechnik, Abfallwirtschaft, Straßenbau, Hochbau, Wasser- und Landwirtschaftsbau                                                      |
| Landesrat                                               | Manfred Rein                                   | ÖVP    | Verkehrsrecht, Sport, Raumplanung und Baurecht, Gemeindeentwicklung |
| Vorzeitig ausgeschiedene Mitglieder der Landesregierung |                                                |        | |
| Landesrätin                                             | Elisabeth Gehrer ausgeschieden am 17. Mai 1995 | ÖVP    | Angelegenheiten der Entwicklungshilfe, Schule, Wissenschaft und Weiterbildung, Jugendförderung, Familienförderung, Frauenfragen, Gemeindeentwicklung                                     |